# شهرستان نخل
 شهرستان نخل  (به عربی:  ولایة نخل )  یکی  از شهرستانهای استان باطنه جنوبی در   منطقهٔ باطنه  در کشور پادشاهی عمان است.

## جمعیت
جمعیت آن  در حدود ۳۰۷ ۱۴   هزار نفر می‌باشد.